# Dipartimento di Mezam
Il dipartimento di Mezam è un dipartimento del Camerun nella Regione del Nordovest.

## Comuni
Il dipartimento è suddiviso in 5 comuni:
- Bafut
- Bali
- Bamenda
- Santa
- Tubah